# Brommö

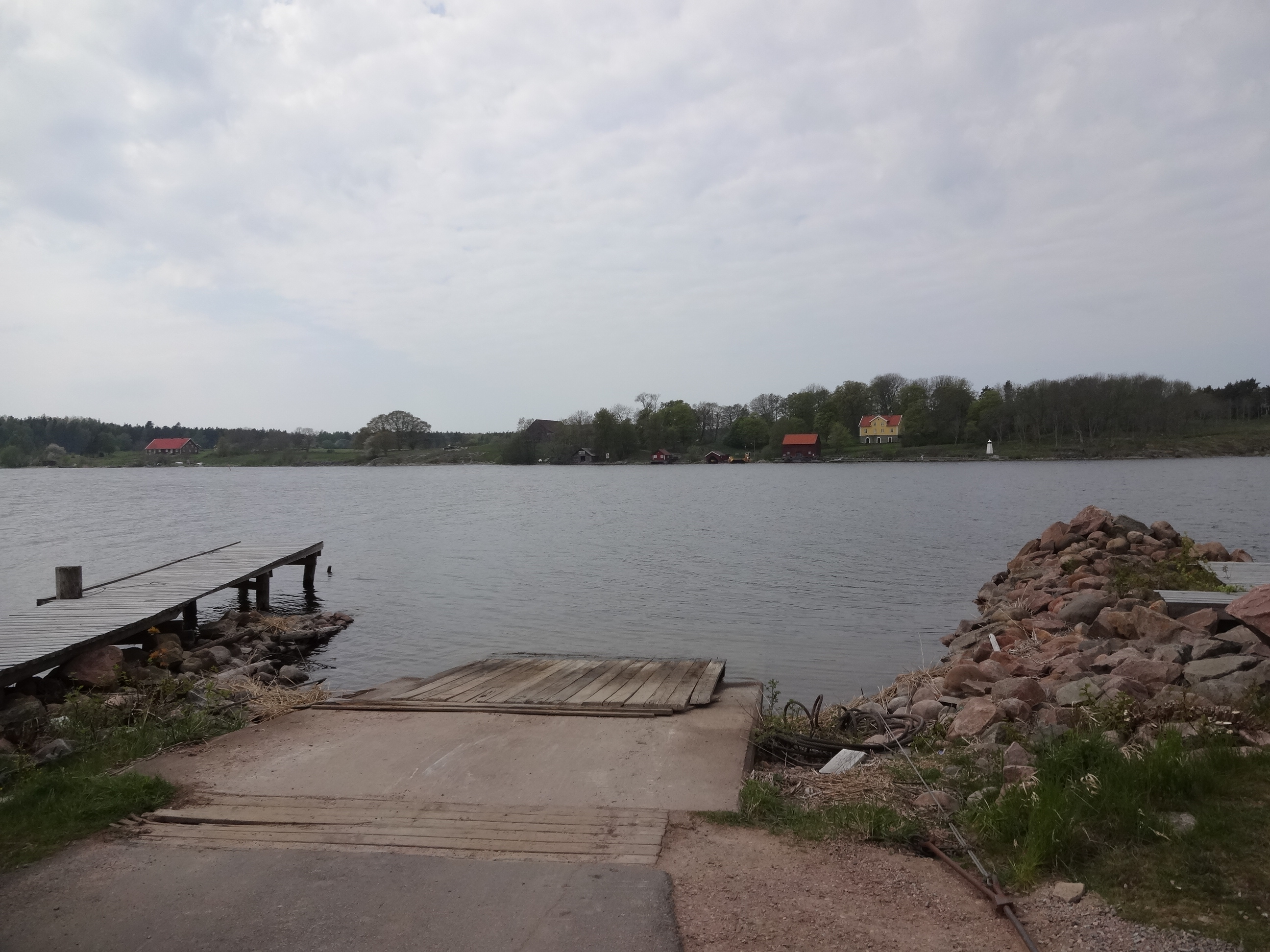
Brommösund, med Brommö på andra sidan.

Brommö (äldre stavning Bromö) är en 13,26 kvadratkilometer stor ö i Vänern och ligger i Mariestads skärgård. Stora delar av ön är naturreservat, kallat Brommö skärgård. Ön är ett populärt utflyktsmål, med bland annat flera vandrings- och cykelleder, och långgrunda sandstränder. Broförbindelse saknas, man når ön med färja från Laxhall på Torsö. 

## Historia
Ön torde ha varit befolkad i tusentals år. Brommösund mellan Brommö och Torsö var i äldre tid en viktig förbindelseled mellan Värmlandssjön och södra Vänern. 1803–1879 fanns det ett glasbruk på Brommö, Bromö glasbruk. På sydöstra udden av Brommö står Borhallsudde fyr, som var bemannad 1866-1939. Längs öns östra kust finns Brommösunds fyrar som aldrig varit stadigvarande bemannade. Längst i söder står dock Smörhättans fyr, som var bemannad fram till 1946. Sedan glasbruket lagts ned övertogs ön 1886 av staten och förvaltades länge av Domänverket. Skogsbruk blev en av öns viktigaste näringar, men med rationaliseringar minskade innevånarna på ön. Brommö skola lades ned 1951. Sedan den första färjan sattes i trafik på Brommö 1953 – en modernare införskaffades 1973 – tog skogsmaskiner över skogsbruket på ön. Jordbruk bedrivs ännu vid Brommö gård, som uppfördes 1848 som disponentvilla vid glasbruket.